# Línea 7 (Tucumán)
La Línea 7 es una línea de colectivos urbana de San Miguel de Tucumán, Tucumán, Argentina. Esta es operada por El Ceibo S.R.L., conectando las zonas oeste y norte de la capital, cercanas a Las Talitas.

## Recorrido

### Ramal Barrio O 'Connors- Grúa[1][2]
Colombia y calle de sirga del canal San José (Diag. 90 NO) por esta hasta Paraguay, calle auxiliar Camino del Perú, Camino a la Cartujana, Méjico, Diag. 90 N.O, México, Castro Barros, Colombia, Bulnes, Av. Belgrano, Av. Ejército del Norte, Corrientes, Av. Mitre, 24 de Setiembre, San Luis, C. Álvarez, Av. Sáenz Peña, Av. Avellaneda, Av. J. B. Justo, México, Monteagudo, William Cross, calle ingreso autopista Circunvalación, Av. Juan B. Justo, Ruta 305, Av. San Fco. Solano, San Juan Macias, Calle entre 23 y 25, Calle 18, Calle 25, Calle 12, Calle 37, Calle 8, Calle 1, San Juan Macias, Calle 11, Obispo Colombres, San Fco. Solano, Ruta provincial 305, Av. Juan B. Justo, Calle Acceso Av. Circunvalación oeste, William Cross, Av. F. de Aguirre, Rivadavia, Córdoba, Junín, Av. Sarmiento, Av. Belgrano, Bulnes, Colombia, Diag. 90 N.O, Paraguay, Camino del Perú.

### Ramal Villa Mariano Moreno- Aget[3][4]
México y camino de sirga del canal San José (Diag. 90/39 S.O.) por Méjico, Castro Barros, Colombia, Bulnes, Av. Belgrano, Av. Ejército del Norte, Corrientes, Av. Mitre, 24 de Septiembre, San Luis, C. Álvarez, Av. Sáenz Peña, Av. Avellaneda, Av. J. B. Justo, Méjico, Monteagudo, William Cross, Pedro de Mendoza, Av. Juan B. Justo, Ruta 305, Av. San Fco. Solano, Obispo Colombres, Calle 11, San Juan Macias, Calle 1, Calle 6, Calle 37, Calle 12, Calle 25, Calle 18, Calle 23, San Juan Macias, Av. San Fco. Solano, Ruta 305, Av. Juan B. Justo, José Hernández, William Cross, Av. F. de Aguirre, Rivadavia, Córdoba, Junín, Av. Sarmiento, Av. Belgrano, Bulnes, Colombia, Castro Barros, México, Av. América, Estrada, calle de sirga del canal San José (Diag. 90/39 NO) y México.

## Lugares de Interés
- Cementerio del Norte
- Plaza Bernardo de Irigoyen
- Hospital Centro de Salud
- Palacio de Correos
- Colegio Nuestra Señora del Huerto